# Внешняя политика Швеции

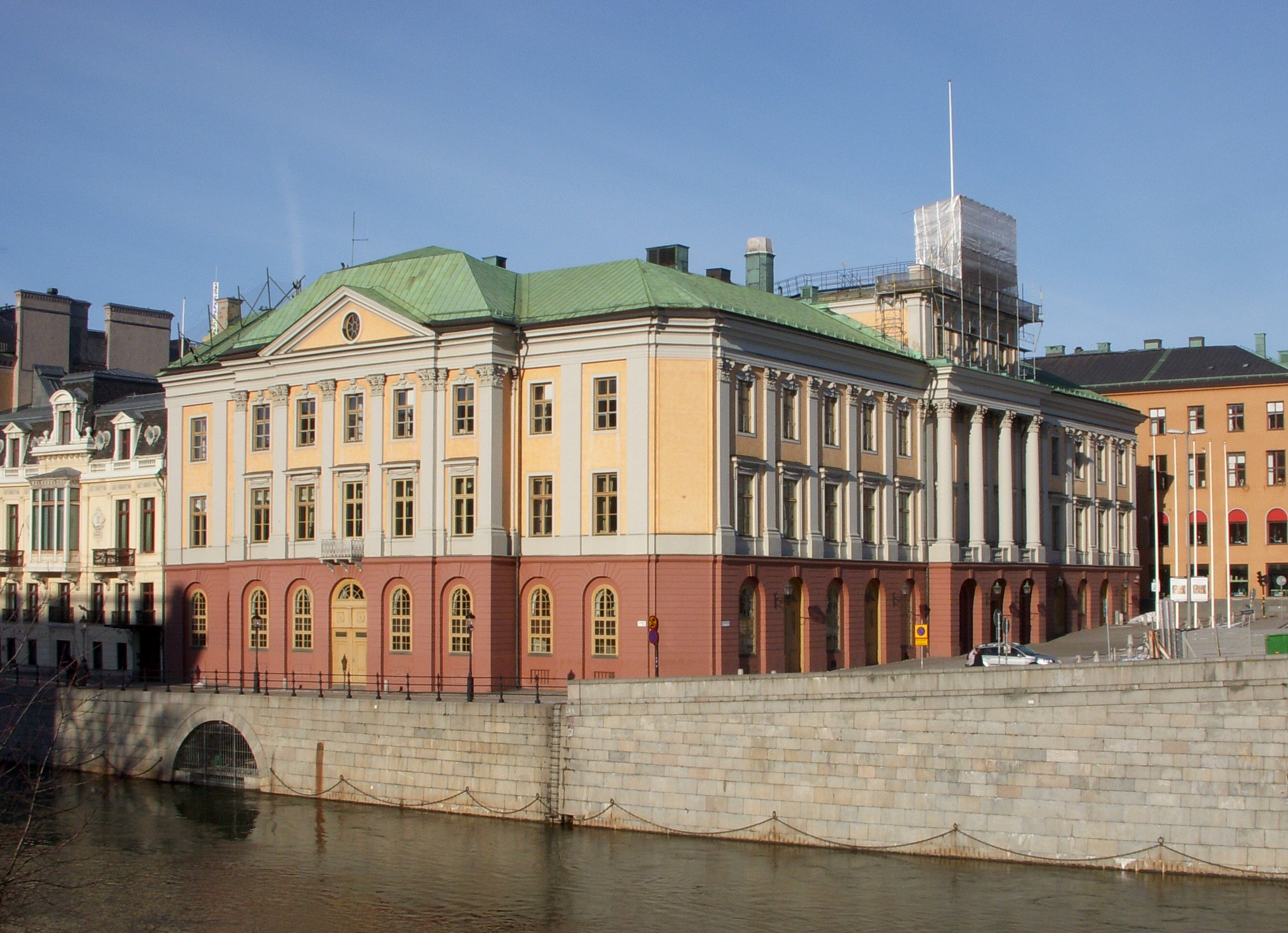
Министерство иностранных дел Швеции в Стокгольме

Внешняя политика Швеции (швед. Sveriges utrikespolitik) — политика Швеции, до 7 марта 2024 года была основана на строгом нейтралитете и неприсоединении к любым военным блокам. После присоединения к блоку НАТО внешняя политика кардинально изменилась на коллективную безопасность.

## Исторический контекст
Швеция официально придерживалась принципа нейтралитета в военное время и неприсоединения к военным блокам — в мирное. После короткой войны с Норвегией в 1814 году Швеция более не участвовала непосредственно ни в одном военном конфликте. С начала XX века принцип нейтралитета вместе с обеспечением собственной безопасности за счёт мощной системы национальной обороны стал официальным базовым принципом внешней политики Швеции.
Швеция проводит достаточно активную внешнюю политику, участвуя в международных организациях и программах. В 1920 году Швеция стала членом Лиги Наций, в 1946 — вошла в ООН. В рамках ООН неоднократно участвовала в военных операциях. Первый раз шведские войска приняли участие в операции ООН в 1959 году на Суэцком канале.
Нельзя не заметить, что в течение XX века в адрес Швеции не раз высказывалась критика в связи с действиями, не сочетающимися с принципами нейтралитета и неприсоединения. Так, во время Советско-финской войны 1939—1940 гг. не только корпус шведских добровольцев, вооружённых армией, но и авиаполк ВС Швеции участвовали в военных действиях на стороне Финляндии; также, поставлялось оружие и оказывалась финансовая и сырьевая помощь. В годы Второй мировой войны Швеция фактически поддержала нацистскую Германию, предоставляя свои внутренние коммуникации и суда для перевозки немецких грузов и даже войск, в основном — для доставки в Германию руды, добываемой в северной Швеции, от которой в значительной мере зависело германское военное производство. В послевоенное время Швеция, не присоединившись к блоку НАТО, тем не менее, поддерживала неофициальные отношения с блоком, в том числе в области разведки. В 1952 году шведский разведывательный самолёт DC-3 был сбит над Балтийским морем советским Миг-15. Проведённое позже расследование показало, что сбитый самолёт проводил разведку в интересах НАТО. Этот и ряд более поздних инцидентов приводили к осложнению советско-шведских отношений.
В 1980-х годах центральным элементом внешней политики Швеции была доктрина всеобщей безопасности, направленная на сокращение вооружений в Европе и поддержку идеи всеобщего и полного разоружения во всём мире.
Поддерживает самые тесные связи с другими скандинавскими странами по линии Северного совета.
С 1995 года член Европейского союза (после одобрения на национальном референдуме 1994 года). Шведское правительство выразило готовность отказаться от политики нейтралитета в связи с планами интеграции Европы.
Член Организации экономического сотрудничества и развития и Совета Европы. Швеция с самого начала вошла в состав Европейской ассоциации свободной торговли.

## ООН
Одним из основополагающих элементов шведской внешней политики остаётся поддержка ООН. Войска Швеции принимали участие в проводившихся под эгидой ООН операциях в Африке, на Ближнем Востоке и в Восточной Азии. Швеция традиционно проводит политику свободной торговли и является сторонником открытой многосторонней торговой системы, основанной на принципах ГАТТ и осуществляемой в рамках ВТО.

## НАТО
Хотя Швеция подала заявку на вступление в альянс 18 мая 2022 года, она вступила только 7 марта 2024 из-за того что Венгрия и Турция блокировали её заявку.
Швеция до вступления в НАТО активно участвовала в программе НАТО «Партнёрство во имя мира» и в миротворческих силах в бывшей Югославии и за это время достаточно интегрировалась в структуры НАТО.
Также Швеция принимала участие в операциях, проводившихся под руководством Североатлантического союза, в том числе в Афганистане и Ливии

## ЕС
Швеция вступила в ЕС 1 января 1995 года, после того как большинство граждан одобрило вступление на референдуме 13 ноября 1994 года. Сейчас Швеция активно поддерживает расширение ЕС на большее число стран-членов.

## Внешние связи
Длительное время Швеция уделяла особое внимание связям с новыми государствами Африки и Азии, ежегодно выделяя на их развитие 1 % национального дохода. С 1991 размеры этой помощи были значительно сокращены.

### Россия
С 1924 года Швеция поддерживает дипломатические отношения Россией.

## Финляндия
6 мая 2014 года министрами обороны Швеции и Финляндии — Кариной Энстрём и Карлом Хаглундом — было объявлено о подписании плана оборонного сотрудничества двух стран, согласно которому будут проводиться совместные военные учения авиации, армии и флота, а также совместно использоваться материальные ресурсы вооруженных сил двух стран. По словам Хаглунда, подписанный план «прокладывает дорогу» для создания оборонного союза Швеции и Финляндии.